# 3e régiment d'automitrailleuses
Pour les articles homonymes, voir 3e régiment et 3e groupe (unité militaire).
Le 3e régiment d'automitrailleuses (3e RAM) est une unité de l'armée française qui a participé à la Seconde Guerre mondiale. Avant la mobilisation, l'unité était le 3e groupe d'automitrailleuses (3e GAM).

## Historique du3eGAM

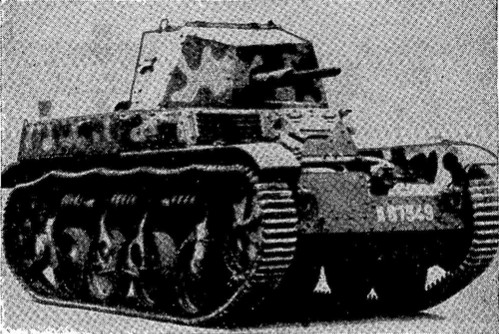
AMR 35 en test au 3e GAM en 1936-1937.

Créé le 1er janvier 1933, le 3e groupe d'automitrailleuses est associé à la garnison de Paris : l'état-major et 1er et 2e escadrons sont à l'école militaire de Paris avec un détachement à Versailles, tandis que le 3e escadron est à Compiègne. Il fait partie, avec le 2e régiment de dragons, de la 3e division de cavalerie. Le 3e GAM garde les traditions du 2e régiment de cuirassiers alors dissout.
Le 3e GAM de trois escadrons d'automitrailleuses, le 1er d'automitrailleuses de découverte (AMD), le 2e mixte automitrailleuses de combat (AMC)/automitrailleuses de reconnaissance (AMR) et le 3e escadron d'AMD,. À l'origine, les AMD du 1er escadron sont des White TBC, celles du 3e des White TBC et des Panhard TOE, les AMC sont des Schneider P16 et les AMR des AMR 33. Plus tard, les White TBC sont remplacées par des Laffly 50 AM, et Laffly 80 AM. Les quinze AMR 33 ont été perçues en 1934 et les Panhard TOE en 1935.
Le 1er octobre 1935, l'escadron d'AMD du capitaine Bodelot, caserné à Compiègne, rejoint le 6e groupe d'automitrailleuses, formé avec un escadron du 5e groupe d'automitrailleuses. Le 3e GAM ne compte plus que trois escadrons à Paris, le 1er escadron mixte AMD (Laffly 50 AM) et motos, le 2e escadron mixte AMC et AMR et un escadron hors-rang. Le 3e GAM teste au moins deux AMR 35 en 1936-1937. Les AMC P16 sont remplacées en 1937 par des Hotchkiss H35.

## Historique du3eRAM
Le 3e régiment d'automitrailleuse est créé le 2 septembre 1939 à partir du 3e groupe d'auto-mitrailleuses. Ce dernier compte six escadrons à sa formation mais les deux escadrons d'AMR rejoignent les 2e et 15e régiments de dragons portés en décembre.
Il est équipé d'automitrailleuses Panhard 178 et de chars Hotchkiss H35.
Il mobilise le 24 août 1939 et part aussitôt sur la frontière dans la région de Sedan avec la 3e division de cavalerie qui deviendra 3e division légère de cavalerie en février 1940,. Il subit ses premières pertes en occupant la région frontalière allemande de Merzig. Avec le reste de sa division, il stationne pendant toute la drôle de guerre à la frontière luxembourgeoise avec comme mission d'entrer au Luxembourg en cas d'attaque allemande. Dans ce cas, le régiment doit servir à éclairer la progression des colonnes de la division.   

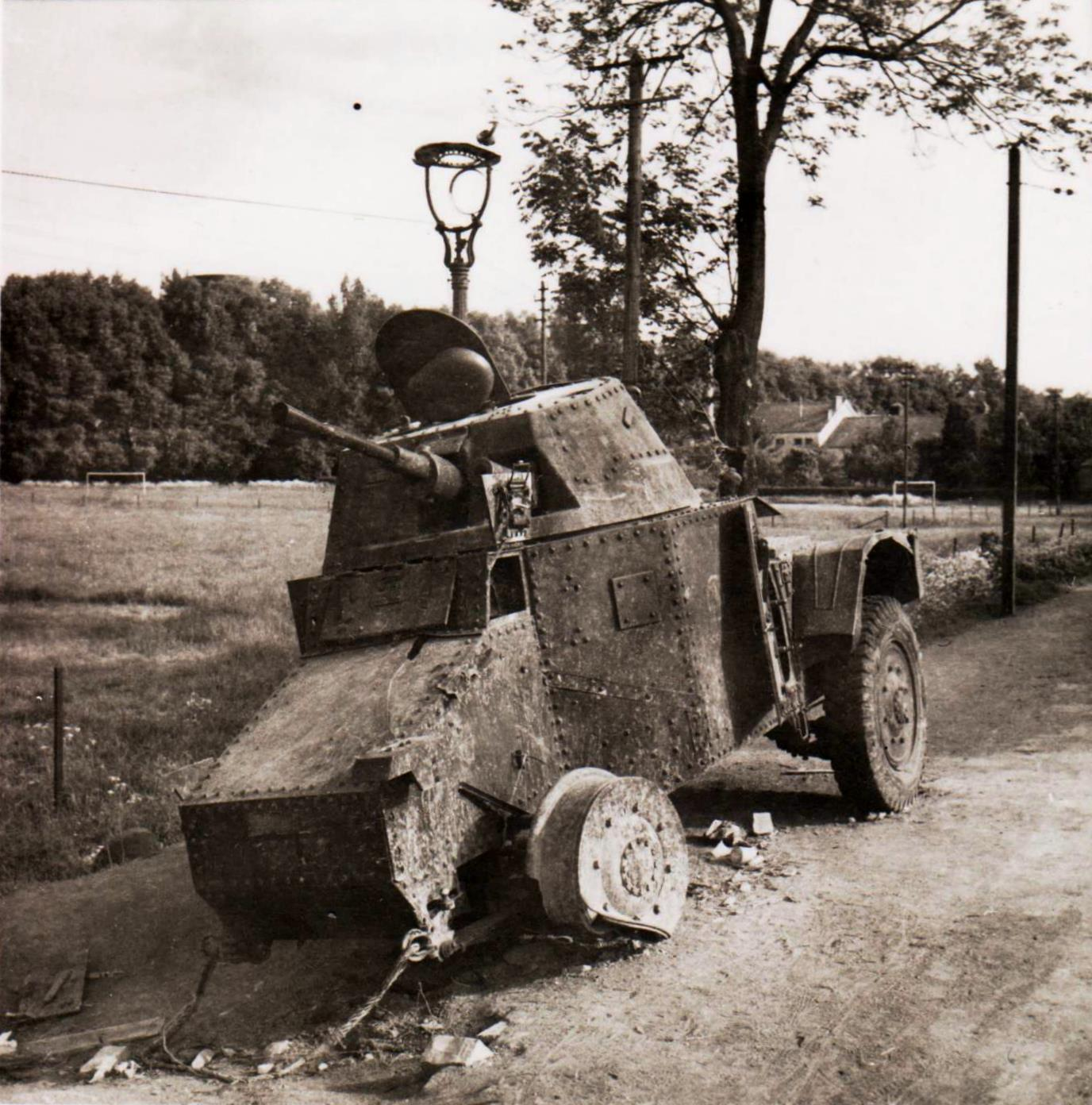
Automitrailleuse Panhard 178 du 3e RAM détruite au Luxembourg.

Le 10 mai, le régiment entre au Luxembourg et entre en contact avec les Allemands. Des combats s'engagent à Esch-sur-Alzette, et à Soleuvre avec l'aide des spahis de la division. Le 12 mai, le régiment se met sur la défensive avant de se replier derrière la Ligne Maginot.     

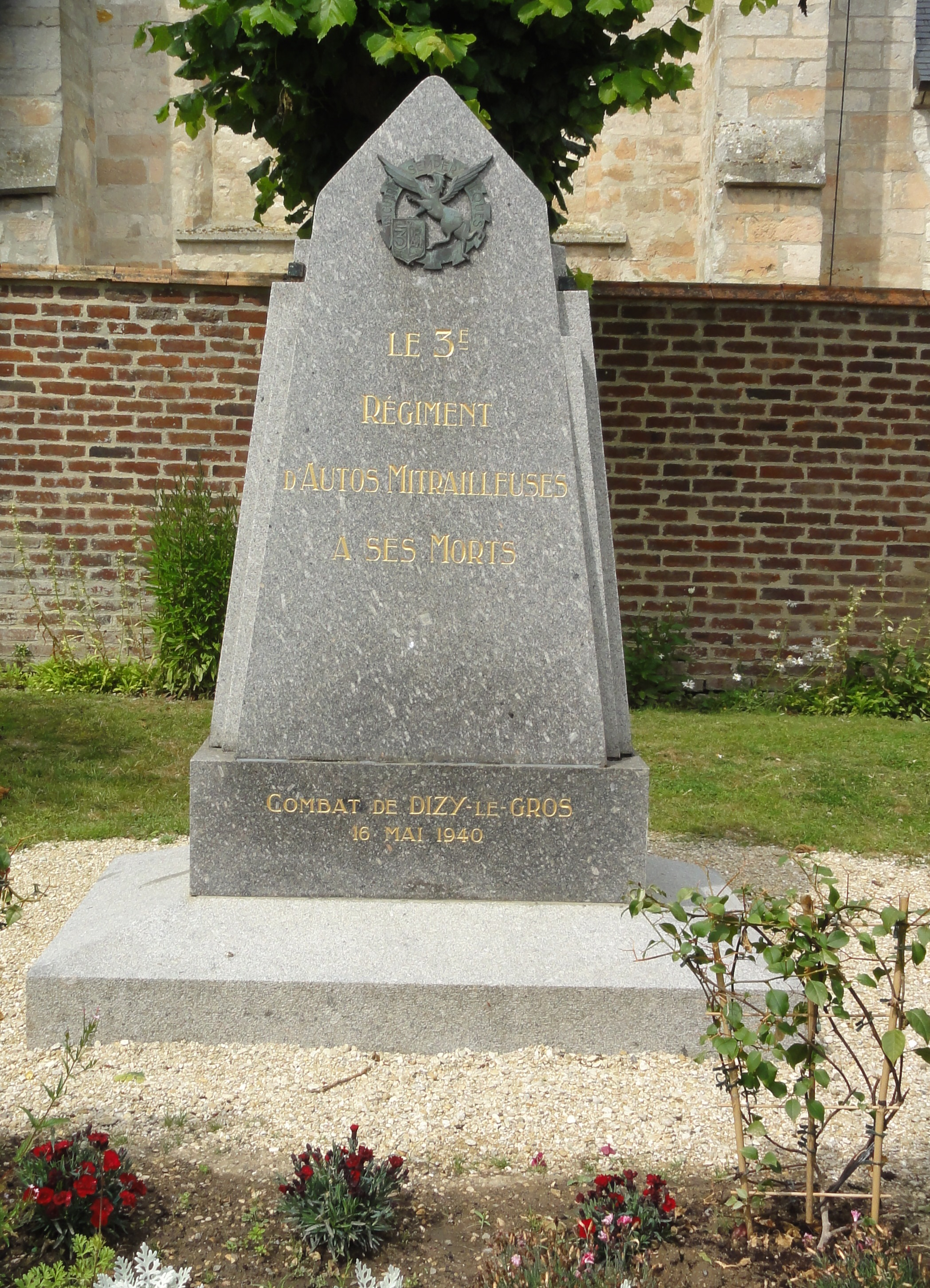
Monument aux morts du 3e RAM à Dizy-le-Gros.

Le 15 mai, le régiment est chargé de couvrir la formation de la 6e armée. Le 16 mai, le régiment est transféré dans la région de Montcornet et, sans son escadron de chars,  défend de façon acharnée Dizy-le-Gros face aux chars allemands,. L'unité perd 35 hommes dans les combats. Le régiment se regroupe à Sissonne. Le régiment combat encore à Sissonne et à Laon avant d'être replier le 20 mai derrière la ligne de front pour se réorganiser. Il ne reste au régiment que 5 automitrailleuses et une vingtaine de side-cars.    
Le 22 mai, il transféré dans le secteur de la Somme pour nettoyer la rive Sud et reprendre les ponts. Avec l'aide du 2e régiment de dragons portés, l'objectif sera atteint avec des combats du 24 au 29 mai à Airaines, à Condé-Folie, à Hangest-sur-Somme et à Picquigny. Le 30 mai, il  passe en deuxième ligne.    
Le 5 et 6 juin, il combat pour endiguer l'offensive allemande sur la Somme. L'escadron de chars Hotchkiss (10 chars) rejoint son régiment le 7 juin après sa reconstitution à Montlhéry depuis le 15 mai. Progressivement, le régiment se replie sur la Seine qu'il défend le 10 juin dans la région d'Elbeuf. Puis après le 13 juin, le régiment se replie vers l'ouest. Il combat encore en Normandie et la poignée d'hommes qui reste sera capturée le 18 juin à Saint-Fraimbault dans l'Orne.    
Pour son action, pendant la campagne, le régiment est décoré de la croix de guerre 1939-1945 avec une citation à l'ordre de l'armée[réf. souhaitée].

## Insigne
L'insigne est initialement une reprise de celui du 22e escadron d'automitrailleuses (22e EAMC), un chevalier chargeant. En octobre 1935, le 6e GAM nouvellement créé reprend les traditions 22e EAMC, dont son insigne, et un nouvel insigne propre au 3e GAM est dévoilé le 11 novembre 1935. Il représente, sur une roue dentée, un hippogriffe portant un écu chargé d'une ancre de marine. La roue dentée représente la motorisation, l'hippogriffe fait référence à la chimère présente jusqu'en 1929 sur l'insigne d'un des escadrons d'automitrailleuses stationnés à Paris. Enfin, l'ancre rappelle que les premiers équipages d'automitrailleuses étaient issus de la Marine.

## Personnalités ayant servi au sein de l'unité

### 3eGAM
- Marc O'Neill, compagnon de la Libération[30]
- Auguste-Léon Bonjour (sl)[31]

### 3eRAM
- Jacques Weygand, fils du commandant en chef Maxime Weygand

- Guy Le Couteulx de Caumont (sl) , lieutenant-colonel du régiment en 1940[32]